# Клюнийска реформа
Клюнийска реформа е процес на реформи в Римокатолическата църква за обновление на западноевропейското монашество, започнал през X-XII в. в абатство Клюни. Целта на реформата е да се възстанови дисциплината на монашеския живот по устав, да се задълбочи вътрешната религиозност, да се усили литургичната практика и да се заздрави икономическото положение и самостоятелността на манастирите. Реформата е улеснена от особеното положение на манастирите в клюнийската конгрегация, чийто съюз е скрепен не само с религиозни идеали, но и с правни (юридически) връзки.

## Предпоставки
Разпадът на Каролингската империя в периода IX – началото на X век е съпроводен с отслабване на кралската власт, раздробеност на феодалните имения и междуособици. Нападенията на нормани, сарацини и маджари причиняват разрушения в градове и села и сеят смърт; броят на населението намалява и поради честите неурожайни години и епидемиите. Множество монашески обители опустяват, а манастирските владения попадат в ръцете на миряни, предимно феодали. В исторически и агиографически съчинения от X-XIII век, създавани в реформираните абатства, се говори за вътрешна криза сред монашеството (отслабване на дисциплината, неспазване на устава, разпиляване на манастирското имущество). Това способства те да станат инструмент за власт и обогатяване на местния феодал, отпуснал земя на манастира. Често местната аристокрация основава църкви и манастири, които след това счита за своя собственост, като изисква от тях да плащат налози и ги поставя в зависимост. Корените на този процес са още в епохата на Меровингите, когато се установява практика манастирите да се управляват от абати-миряни. При Каролингите прелатите, включително и абатите, са поставени в квазивасално положение по отношение на краля; подобно на светските васали, те полагат клетва за вярност пред владетеля и са задължени освен църковната да служат и на краля (servitium regis). В Източнофранкското (Германско) кралство, а след това в Свещената Римска империя през X-XI век тази практика е продължена като част от политиката на сформиране на имперска Църква (Reichskirche).
Някои феодали основават манастири с намерението в даден момент да се оттеглят там. В случая на бенедиктинските манастири това налага промяна на установения ред по отношение на провеждането на определени църковни служби, носенето на по-топли дрехи или разхлабване на режима на постене, за да се угоди на господаря. Клюнийската реформа има за цел да премахне тези практики и да позволи независимост на абатите, за да се придържат по-стриктно към правилата на св. Бенедикт и да възродят строгата духовност и аскетичност на манастирския живот.

## Абатство Клюни
Абатство Клюни е бенедиктински манастир в Бургундия, основан от Гийом I Благочестиви през 910 г., който дава на манастира пълна независимост и абатството се подчинява директно на папата. Вторият настоятел Одо Клюнийски се превръща в един от основните двигатели на Клюнийската реформа. Абатството се прочува със стриктното спазване на правилата на свети Бенедикт, и така става признат лидер на западното монашество. През 931 година папа Йоан XI дава на абат Одо привилегията да приема под крилото си манастирите, последователи на Клюни. Това спомага за бързото разрастване на конгрегацията с център в Клюни, въпреки силното противодействие на френските епископи, които не искат да губят контрола над френските манастири. При абат Одилон (994 – 1049) към Клюни се причисляват вече доста голяма част от френските и бургундските манастири, а само за времето на неговото управление броят им нараства от 37 на 65. Самото абатство достига разцвета си при настоятелите Юг (Хуго) Клюнийски (1049 – 1109) и Петър (Пиер) Достопочтени (1122 – 1157). В края на XI век към движението се причисляват 1450 манастира с около 10 000 монаси. Конгрегацията излиза извън границите на съвременна Франция и клюнийски манастири се повяват в Италия, Испания, Англия, Германия и Полша, като общият им брой наближава 2000.

## Основни принципи
- Завръщане към идеалите на живота на апостолите: строго съблюдаване на целибата
- Реорганизация на манастирския живот съгласно бенедиктинския устав, основан на строг аскетизъм и послушание
- Забрана на симонията
- Възпитаване на вътрешна религиозност чрез обогатяване и задълбочаване на литургията и църковните тайнства
- Стремеж към свобода на монашеството (libertas monastica) – пълна независимост на манастирите от светската власт и от епископите, непосредствено подчинение на папата
- Стремеж към обединение на отделните манастири, закрепено с юридически връзки: Клюнийските абати строят не йерархическа система, а хоризонтална мрежа, една голяма общност – congregatio, или ecclesia, подобно на това както общностите на първите християни, разпръснати териториално, но сплотени духовно, образуват Апостолическата църква.

## Резултати
По време на апогея на движението (около 950 – 1130) привържениците му са една от най-големите религиозни сили в Европа: могъща конгрегация от стотици манастири. Отношенията на клюнийците с Папския престол са на взаимна подкрепа. Папите не виждат в тях конкуренти; напротив, те възприемат реформата като водеща сила за обновление на римокатолическата църква и укрепване на папската власт. Клюнийците подкрепят движението за Божи мир, поклонничеството към Светите земи и кръстоносните походи.
Клюнийската реформа подпомага създаването на манастирски библиотеки и скриптории и повишаване на образоваността на монасите. Повишената тържественост и церемониалност на литургиите води до обогатяване на строгите църкви в романски стил с ритуални съдове от скъпоценни метали, фини ритуални одежди и гоблени, стъклописи и полифонична хорова музика.
Клюнийската реформа става основа за Григорианската реформа, допринесла за централизацията на Църквата.